# Hatley (Cambridgeshire)
Pour les articles homonymes, voir Hatley.
Hatley est une paroisse civile du Cambridgeshire, en Angleterre.